# Kościół Rektoralny pw. Wniebowzięcia Najświętszej Maryi Panny w Łomży
Kościół Rektoralny pw. Wniebowzięcia Najświętszej Maryi Panny – kościół rzymskokatolicki w Łomży, wzniesiony w 1873 jako cerkiew Św. Trójcy, posiadająca status soboru od 1885. Po 1918 świątynia przemianowana na kościół rzymskokatolicki.

## Historia budowy
Parafia prawosławna w Łomży została założona w 1834, jej członkowie korzystali początkowo z cerkwi domowej. W końcu lat 60., z uwagi na stacjonowanie w mieście kilku jednostek wojskowych, liczba prawosławnych w Łomży wzrosła do 842 osób. Cerkiew została przeniesiona do budynku szkolnego w Piątnicy Poduchownej; w 1851 powołano do życia drugą parafię, św. Konstantyna. W 1873 podjęta została decyzja o budowie wolnostojącej cerkwi. W 1893 obiekt uzyskał dekorację wnętrza, jaką wykonał Paweł Jakowlew.
Przy soborze działało bractwo cerkiewne, biblioteka i szkoła przycerkiewna. W 1901 do parafii należało 2014 osób, w tym 1604 z Łomży. Liczba parafian spadła do 1909 po budowie cerkwi w Grajewie i w Kolnie, niemniej w 1913 Święty Synod wyznaczył sumę 5470 jako dofinansowanie prac nad rozbudową budynku. Nie doszło do tego z powodu opuszczenia miasta przez ludność narodowości rosyjskiej po wybuchu I wojny światowej. W czasie niemieckiego bombardowania Łomży sobór został uszkodzony, po 1918 przejął go Kościół rzymskokatolicki i przemianował na kościół Wniebowzięcia NMP.

## Architektura świątyni
Sobór w Łomży reprezentuje styl eklektyczny. Jest wzniesiony z tynkowanej cegły, trójnawowy, z dwiema ostro zakończonymi wieżami na planie ośmioboków. Cerkiew jest bogato dekorowana pilastrami i płaskorzeźbami rozmieszczonymi wokół wąskich półkolistych okien, poniżej poziomu dachu znajduje się fryz.
We wnętrzu budynku zachowała się polichromia stanowiąca w dużej mierze naśladownictwo tej zdobiącej sobór Chrystusa Zbawiciela w Moskwie. W jednej z wież cerkwi namalowane zostały postacie ewangelistów, poza tym w soborze znajdują się sceny Zwiastowania, Narodzin Chrystusa, Niesienia Krzyża, Chrztu Chrystusa i Zmartwychwstania Łazarza.

## Galeria fotografii

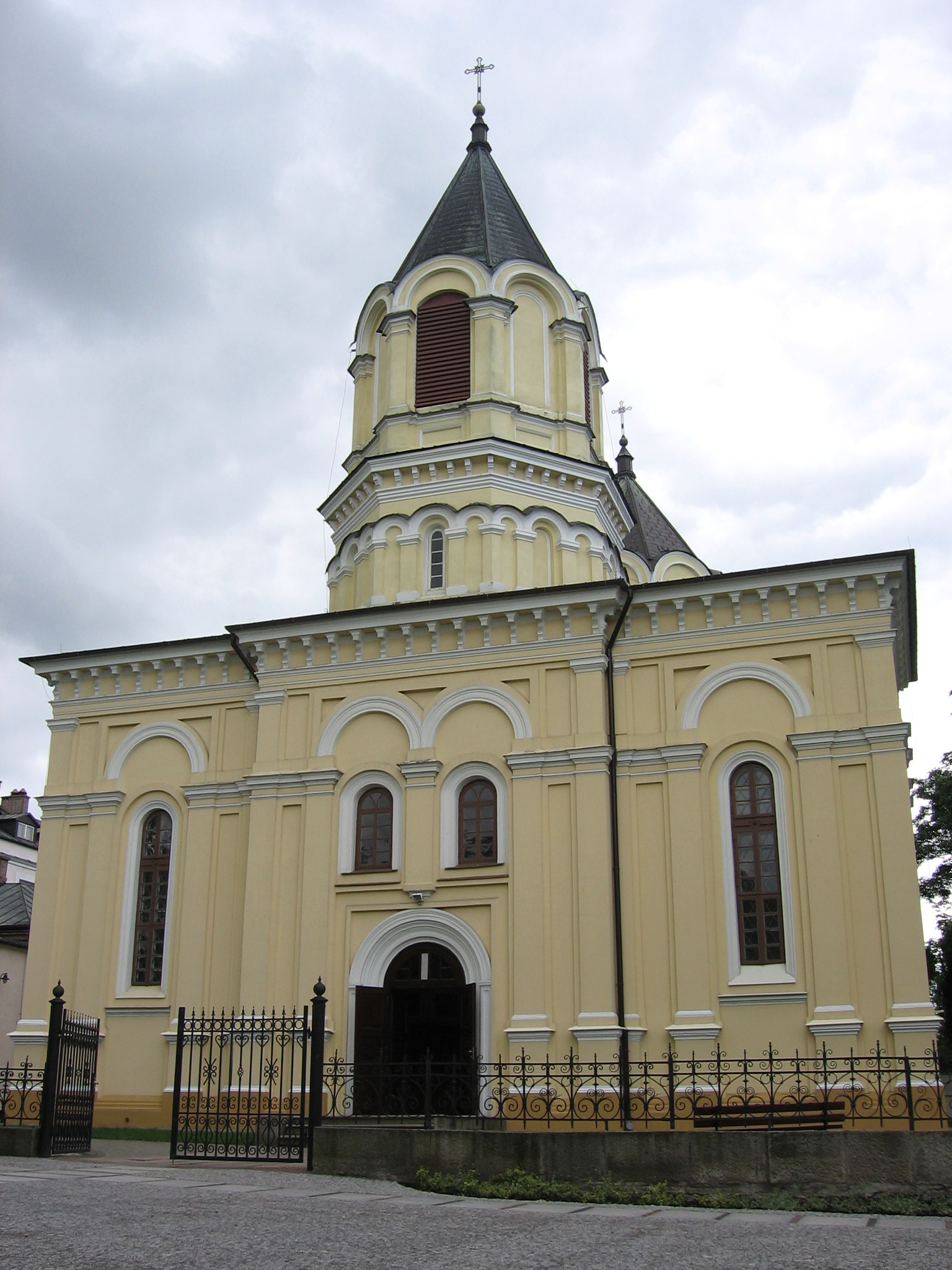
Widok świątyni od strony głównego wejścia
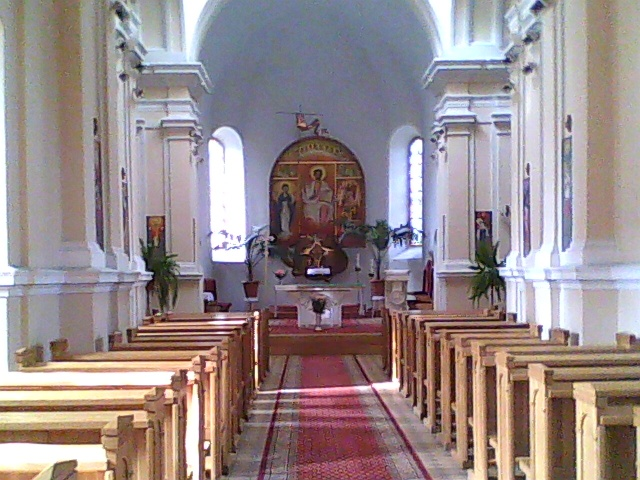
Wnętrze świątyni pw. Wniebowzięcia NMP
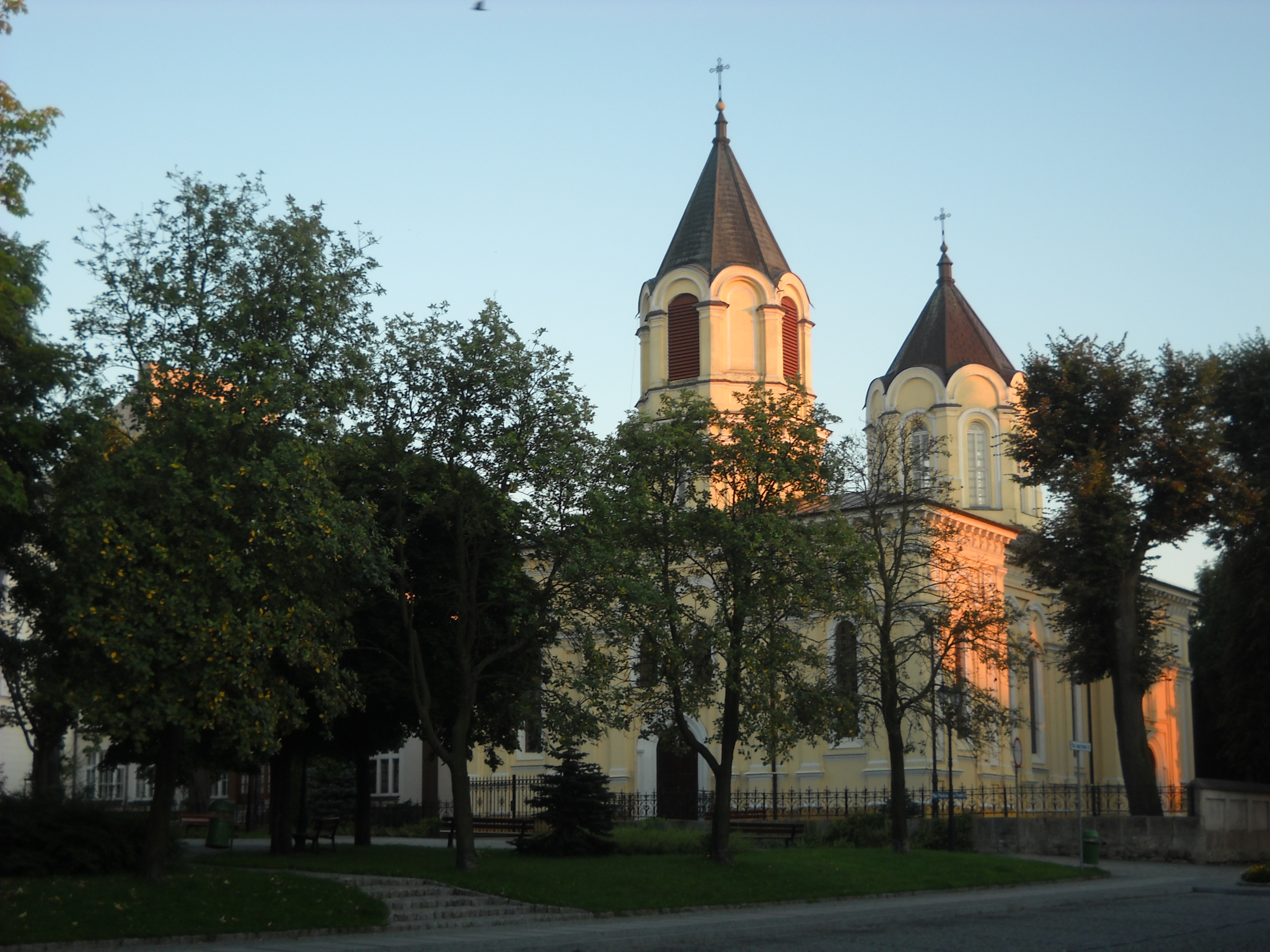
Kościół pw. Wniebowzięcia NMP - dawna cerkiew
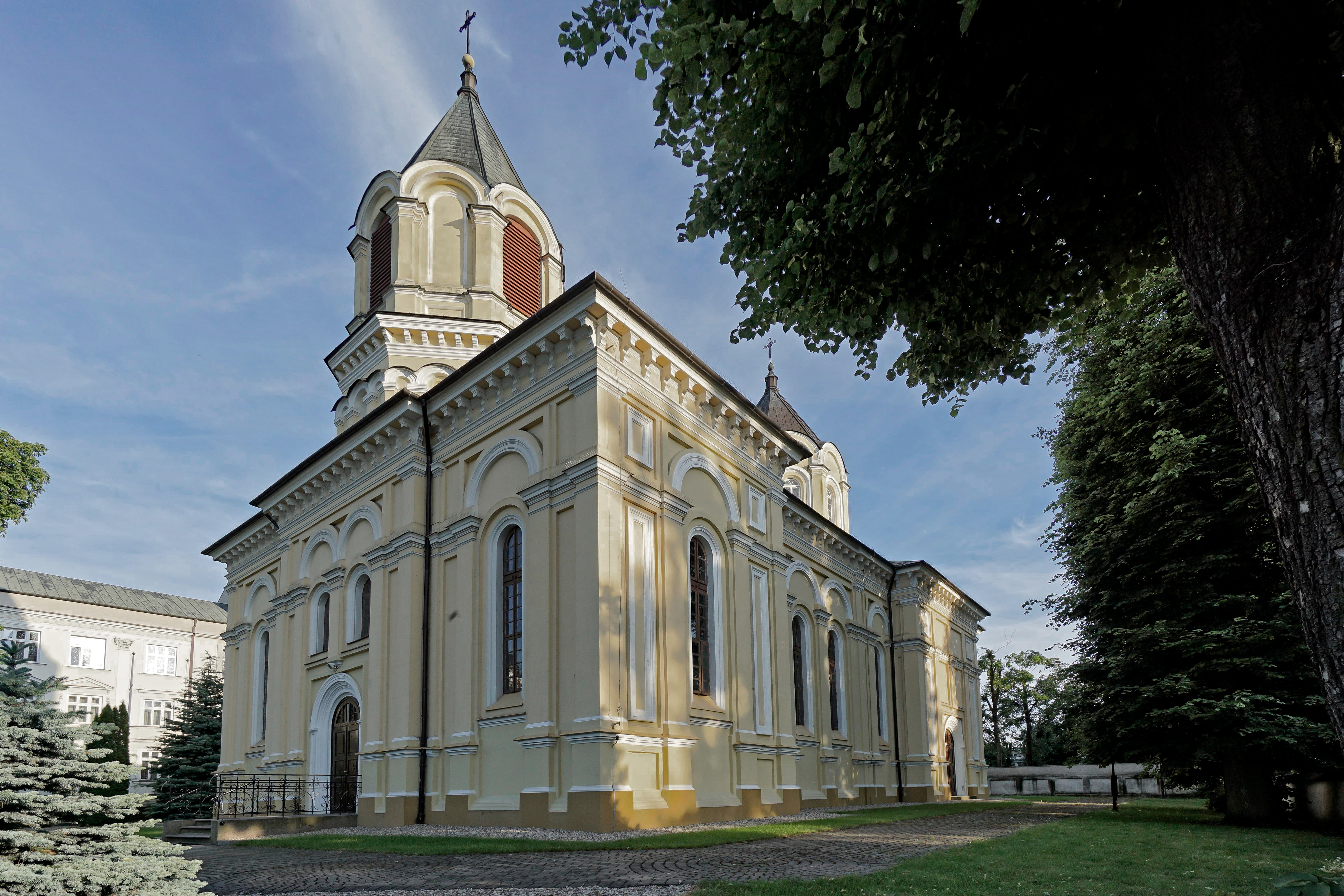
Kościół pw. Wniebowzięcia NMP